# Eastwick (serie de televisión)
Eastwick es una drama televisivo estadounidense, desarrollada para la televisión por Maggie Friedman, adaptando la novela de John Updike, Las Brujas de Eastwick.
En Estados Unidos la serie se emitió en ABC y fue producido por Curly Girly en asociación con Warner Bros. Television, y se estrenó el 23 de septiembre de 2009 a las 10:00 PM Hora del Este / Central 21:00.
La trama sigue las vidas de tres desconocidas, Roxanne, Joanna y Kat, que se reúnen en una fuente de los deseos y pronto se convierten en amigas. Un hombre misterioso llamado Darryl Van Horne se traslada a Eastwick y, tras un plan desconocido, se hace amigo de las mujeres y da rienda suelta a sus poderes sobrenaturales.
El 9 de noviembre de 2009, ABC se negó a ordenar cualquier episodios adicionales de Eastwick, cancelando la serie. Los episodios restantes fueron ordenados programado todavía al aire, a partir del 25 de noviembre de 2009.
En España se estrenó en el canal Cosmopolitan TV el 7 de abril de 2010.

## Reparto
- Rebecca Romijn como Roxanne Torcoletti. Basado en el personaje de Alexandra.
- Lindsay Price como Joanna Frankel. Basado en el personaje de Jane.
- Jaime Ray Newman como Kat Gardener. Basado en el personaje de Sukie.
- Paul Bruto como Darryl Van Horne. Basado en el personaje de Darryl.
- Sara Rue como Penny Higgins. La mejor amiga de Joanna.
- Ashley Benson como Mia Torcoletti. Hija adolescente de Roxie.
- Jon Bernthal como Raymond Gardener. Marido de Kat y padre de sus cinco hijos.
- Johann Urb como Will Saint David. Interés amoroso de Joanna y Kat.
- Veronica Cartwright como Waverly. Local de la ciudad que también es una bruja.
- Darren Criss como Josh. Novio de Mia y hermano de Chad.
- Jack Huston como Jamie. Misterioso vecino de Roxie.
- Matt Dallas como Chad. Novio fallecido de Roxie.

## Las versiones anteriores
| The Witches of Eastwick (1987)         | The Witches of Eastwick (1992)              | Eastwick (2002)                         | Eastwick (2009)                        |
| -------------------------------------- | ------------------------------------------- | --------------------------------------- | -------------------------------------- |
| Cher como Alexandra Medford            | Ally Walker como Alexandra Spofford         | Kelly Rutherford como Alexandra Medford | Rebecca Romijn como Roxanne Torcoletti |
| Susan Sarandon como Jane Spofford      | Julia Campbell como Jane Hollis             | Marcia Cross como Jane Spofford         | Lindsay Price como Joanna Frankel      |
| Michelle Pfeiffer como Sukie Ridgemont | Catherine Mary Stewart como Sukie Ridgemont | Lori Loughlin como Sukie Ridgemont      | Jaime Ray Newman como Kat Gardener     |
| Jack Nicholson como Daryl Van Horne    | Michael Siberry como Darryl Van Horne       | Jason O'Mara como Daryl Van Horne       | Paul Gross como Daryl Van Horne        |